# Kościół Trójcy Przenajświętszej w Zabawie
Kościół Trójcy Przenajświętszej w Zabawie – kościół parafialny, sanktuarium błogosławionej Karoliny Kózkówny w miejscowości Zabawa. Kościół i parafia należą do dekanatu Radłów.

## Historia
Kościół częściowo ufundowany przez Stanisława i Wiktorię Jakubowską. Świątynię wybudowano w latach 1910–1913 według projektu Sławomira Odrzywolskiego. W 1913 roku biskup tarnowski Leon Wałęga utworzył w Zabawie ekspozyturę niezależną od parafii w Radłowie, a w 1925 roku erygował nową parafię. Na zewnątrz kościoła pomnik Jana Pawła II oraz były grób bł. Karoliny Kózki.
W czerwcu 2002 roku dekretem bpa Wiktora Skworca świątynia została podniesiona podniesiona do rangi Sanktuarium.

## Wnętrze
Wewnątrz kościoła znajduje się ołtarz główny z 1931 roku zaprojektowany przez Mariana Heitzmana, w którym umieszczono obraz Trójcy Świętej i Świętej Rodziny namalowany przez Jana Bukowskiego. Na szczycie kopia obrazu beatyfikacyjnego bł. Karoliny Kózki namalowana przez Stanisława Jakubczyka.
W świątyni umieszczono dwa neoromańskie ołtarze boczne Matki Bożej Nieustającej Pomocy i Serca Jezusa powstałe w latach 1936–1937. Organy z 1958 roku liczą 20 głosów.